# Sint-Annaland
Sint-Annaland (51° 36′ N, 4° 06′ L) é uma cidade dos Países Baixos, na província de Zelândia. Sint-Annaland pertence ao município de Tholen, e está situada a 18 km, a noroeste de Bergen op Zoom.
Em 2001, a cidade de Sint-Annaland tinha 3068 habitantes. A área urbana da cidade é de 0.64 km², e tem 1197 residências. 
A área de Sint-Annaland, que também inclui as partes periféricas da cidade, bem como a zona rural circundante, tem uma população estimada em 3500 habitantes.